# Der Low-Budget Stuntman
Der Low-Budget Stuntman (Originaltitel: Ron Goossens, Low Budget Stuntman) ist eine niederländische Filmkomödie aus dem Jahr 2017. Regie führten Steffen Haars und Flip van der Kuil, die ebenfalls das Drehbuch schrieben.

## Handlung
Der Alkoholiker Ron Goossens überlebt einen spektakulären Amateur-Stunt. Sein bester Freund Peter, der das Ereignis aufgenommen hat, hat das Video online gestellt, das sich schnell im Internet verbreitet. Der Spruch „Ich bin echt vollknülle“ (nl. „Ik ben echt keilam“), den Ron nach dem Stunt gerufen hat, wird berühmt. Als Ron von allen gefeiert wird, will Filmemacher Berrie ihn als Low-Budget-Stuntman einstellen. Ron ist zunächst nicht von der Idee begeistert, bis er erfährt, dass seine große Liebe Angela ihn betrügt. Doch er will sie nicht verlieren. Als sie jedoch meint, genug von ihm zu haben, stellt sie ihm ein Ultimatum: Wenn er die beliebte Schauspielerin Bo Maerten ins Bett kriegt, bleibt sie bei ihm. Daraufhin beginnt Ron als Low-Budget-Stuntman bei Berrie zu arbeiten, um näher an die Schauspielerin Bo Maerten zu gelangen.

## Veröffentlichung
Ron Goossens, Low Budget Stuntman kam am 26. Januar 2017 in die niederländischen Kinos. Auf DVD und Blu-ray erschien der Film am 24. Mai 2017. Der Film wurde auf verschiedenen Filmfestivals im Ausland aufgeführt, unter anderem auf dem Crossing Europe Filmfestival in Linz und dem Neuchâtel International Fantastic Film Festival in Neuenburg.
In Deutschland feierte Der Low-Budget Stuntman seine Premiere auf dem Internationalen Filmfest Oldenburg 2017. Am 26. Juli 2018 erschien der Film dort auf DVD und Blu-ray.
In den Niederlanden ist der Film ab 12 Jahren empfohlen worden.

## Synchronisation
Die Synchronisation des Films wurde bei der Think Global Media nach einem Dialogbuch und unter der Dialogregie von Daniel Johannes erstellt.
| Rollen             | Schauspieler            | Synchronsprecher       |
| Ron Goossens       | Tim Haars               | Tim Haars              |
| Bo Maerten         | Bo Maerten              | Anne Düe               |
| Berrie             | Michiel Romeyo          | Klaus Lochthove        |
| Peter              | Henry van Loon          | Thomas Schmuckert      |
| Thomas Acda        | Thomas Acda             | Matthias Friedrich     |
| Rik                | Pieter Bouwman          | Werner Böhnke          |
| Dennie Christian   | Dennie Christian        | Dennie Christian       |
| Nees               | Steff Cuijpers          | Hans-Eckart Eckhardt   |
| Tygo Gernandt      | Tygo Gernandt           | Jörg Pintsch           |
| Portier            | Nick Golterman          | Jörn Linnenbröker      |
| Steffen Haars      | Steffen Haars           | Steffen Haars          |
| Gerda Havertong    | Gerda Havertong         | Harriet Kracht         |
| Martin Koolhoven   | Martin Koolhoven        | Marc Iancu             |
| Dick Maas          | Dick Maas               | Marko Bräutigam        |
| Jan                | Roy Reymound            | Daniel Johannes        |
| Inge               | Medina Schuurman        | Sabina Trooger         |
| Hans               | Huub Smit               | Jan Kurbjuweit         |
| Eddy Terstall      | Eddy Terstall           | Christian Intorp       |
| Waldemar Torenstra | Waldemar Torenstra      | Michael Deffert        |
| Angela             | Maartje van de Wetering | Jessica Walther-Gabory |
| Aufnahmeleiter     | Jos Bakker              | Ulrich Blöcher         |
| Flip van der Kuil  | Flip van der Kuil       | Flip van der Kuil      |
| Win                | Ad van Kempen           | Thomas Kästner         |
| Winnie             | Hanna van Vlite         | Daniela Molina         |

## Kritik

### Deutschland
Timo Wolters von Blu-ray-Rezensionen.net urteilt: „Mit Low-Budget Stuntman ist Steffen Haars und Flip Van der Kuil so etwas wie das Rossini für die New-Kids-Generation gelungen: schräg, sarkastisch und mit dem typischen Fremdschäm-Faktor. Nicht mehr so bissig, böse und infantil wie in New Kids Turbo, aber immer noch ziemlich amüsant.“

### Niederlande
Laut der niederländischen Zeitung NRC Handelsblad sei Ron Goossens, Low Budget Stuntman „genauso flach, plump und ungeschickt wie ihre früheren Erfolge New Kids und Bros Before Hos“. Der Film sei auch sehr unterhaltsam, vor allem wegen rassistischer und sexistischer Witze, die „absichtlich die Grenze überschreiten“.
Die Tageszeitung AD ist jedoch der Meinung, der Film sei im Gegensatz zu den früheren Filmen des Regieduos „weniger grob“ und habe eine „niedrigere Witzdichte“.
Die Tageszeitung de Volkskrant urteilt: „Die Filmemacher zeichnen sich in den plumpen Witzen aus, aber das Drehbuch hat weniger Aussagekraft als ihre letzte gefühlvolle Erfolgskomödie. Doch die Szenen mit Cameoauftritten von berühmten Schauspielern und Regisseuren bleiben äußerst unterhaltsam.“

## Auszeichnungen
Die Produzenten erhielten die Auszeichnung des Goldenen Films für mehr als 100.000 Kino-Besucher.